# Microlarinus
Microlarinus — род долгоносиков из подсемейства Lixinae.

## Описание
Головотрубка без глубокой бороздки, занимающей всю её длину, самое большее со следами тонкой бороздки в основной половине. Глаза небольшие, округлые. Тело узкое,  в торчащих волосках, маленькое (в длину жук достигает 3—4 мм).